# Ranunculus matrensis
Ranunculus matrensis är en ranunkelväxtart som beskrevs av Sóo. Ranunculus matrensis ingår i släktet ranunkler, och familjen ranunkelväxter. Inga underarter finns listade i Catalogue of Life.